# Беса (обећање)
Беса је чврсто обећање, које се мора одржати и по цену живота. Код племена у северној Албанији била је позната још у средњем веку као посебна норма у уређивању међуплеменских и међуљудских односа. Кодификована је у познатом кануну Леке Дукађина. Имала је, а често и данас има, посебну улогу у крвној освети, јер су се под њеном заштитом завађене странке могле слободно кретати за одређени период, без бојазни од освете. Иван Јастребов је записао да Геге знају за бесу, док Тоске не знају за тај обичај.